# Office of Government Commerce
Office of Government Commerce (ou somente OGC) é uma organização do governo do Reino Unido responsável por iniciativas que aumentam a eficiência e efetividade de processos de negócio do governo.
O OGC se reporta ao Secretário Geral do Tesouro. Foi formado em 1 de abril de 2001 e oferece serviços antes providos pela "The Buying Agency" (TBA), "Central Computer and Telecommunications Agency" (CCTA) e pela "Property Advisers to the Civil Estate" (PACE).